# Sexo en el arte
El ser humano a lo largo de la historia siempre ha plasmado sus experiencias, deseos e ideas a través del arte. El sexo siendo una parte básica de la vida del hombre ha servido como inspiración para los distintos ámbitos del arte, creando de este modo magníficas piezas.

## Sexo anal
El Museo del Sexo de Nueva York explica que “El diseño tiene el poder de dar forma a la experiencia, proporcionando intensidad a los encuentros sexuales y añadiendo una emoción sensual a los objetos del día a día. Desde las manifestaciones sutiles hasta las declaraciones abiertas, las imágenes sexuales apelan al deseo humano universal de placer”. Esta es la razón por la que existen tantos objetos inspirados en el sexo.

### Muebles

#### Leonardo
Este diseño, Leonardo, de una mesa y dos sillas modificadas, es creado por los diseñadores  Bertrand Clerc y Olivier Gregoire en el año 2006. La inspiración del sexo  se puede encontrar de una manera más implícita en este diseño, el objetivo era hacer un objeto simple y hermoso que plasmara la intimidad, el deseo y el amor. Clerc y Oliver comparten que “mediante la pieza se pueden apreciar sentimientos y movimientos aun a través de la inmovilidad. No se guía por la funcionalidad sino por los sentimientos.”

### Comida

#### Sexy
Sexy es un chocolate creado por Newtree en el año 2005, su creación giró completamente alrededor del sexo. Sexy es una combinación de Chocolate Belga y jengibre; ingredientes que tienen características afrodisíacas las cuales garantizan ser un estimulante natural.

### Decoración de interiores

#### Luxit Unikorn
Luxit es un gancho de perchero creado por Karim Rashid en el año 2006,  inspirado en un pene erecto, ofrece la funcionalidad de colgar prendas mientras emite una tenue luz que crea una atmósfera sexy.

#### Ember Candles
Estas velas fueron diseñadas por Jimmyjane en el año 2006. Su diseño gira totalmente alrededor del sexo, pues además de ser un objeto relacionado con este concepto, también ofrece una funcionalidad: la vela contiene cera de soja que al momento de derretirse se puede poner sobre la piel y convertirse en una loción para masajes.

### Diseño gráfico

#### Live long enough to find the right one
TBWA Paris le pidió a la diseñadora Kate Sutton hacer un póster basado en su film (ganador de un premio) “for AIDS”. Este film forma parte de una campaña concientizadora, cuenta la historia de una chica que pasa por distintas parejas sexuales, hasta que encuentra “al indicado”. La publicación del póster se llevó a cabo en el año 2006.
Aun cuando a través del diseño se puede plasmar la parte erótica del sexo, también es posible utilizarlo como una herramienta de concientización, como se hace a través de esta obra. El sexo sigue fungiendo como inspiración para este diseño, solo que con un enfoque distinto.  

## Sexo en la pintura
Esta es una forma diferente de conocer el sexo, el sexo a través de la pintura, una imagen que no necesita explicación, que habla por sí sola, pinturas que no solo hablan de erotismo sino que también hablan sobre la historia, los personajes y el contexto que se veía en ese tiempo, los artistas que decidieron arriesgarse y hacer pinturas tan expresivas cuando nadie más las había hecho, fueron juzgados y criticados en su momento y a pesar de eso se arriesgaron y hablaron de estos temas que eran considerados tabú.

### Obras

#### Venus recreándose en el amor y la música

Venus recreándose en el amor y la música

Esta pintura pertenece a una serie de 5 obras de Tiziano, creada en el año 1549 durante el movimiento renacentista. Actualmente está expuesta en el Museo Nacional del Prado, en Madrid.
Se puede apreciar a Venus desnuda acompañada de cupido y de un organista, recostada con la mirada sensual del organista sobre ella y Cupido del otro lado. Esta obra es interpretada como un acto sexual entre los tres personajes.

#### Leda y el cisne
Pintura creada por Miguel Ángel en le año 1530, actualmente se puede encontrar en la Galería Nacional de Londres.
Esta obra proviene de un mito griego el cual narra que Zeus se transforma en un cisne para conquistar a Leda mientras ella se baña en un río, la deja embarazada y después da a luz a dos hijos, Helena y Polux.

#### La cama francesa
Esta obra creada por el pintor Rembrandt en el año 1646 plasma a una pareja en medio del acto sexual, ambos semivestidos ya que el autor quería dar a entender que estaba haciendo mucho frío.
Actualmente puede ser encontrada en Rijksmuseum, Ámsterdam.

#### La Femme Damnée
Creada por Tassaet en el año 1859 esta pintura fue rechazada en su época ya que era muy explícita, representa a una mujer recibiendo sexo oral por los ángeles.

#### Ángel Fernández de Soto con una mujer
Esta pintura creada por Picasso en el año 1902 proviene de una serie de dibujos eróticos que realizados por el pintor Es muy curioso como la mujer mantiene estable la copa y el hombre la pipa.
Esta pintura se encuentra actualmente en el Museo Picasso de Barcelona.

#### Retrato de Giovanni Arnolfini y su esposa
En este retrato de estilo flamenco, realizado por Jan van Eyck,  observamos un matrimonio  en el cual la mujer se representa con un abultado vientre para simular que está encinta, pues era todo a lo que aspiraba la mujer de la época, la maternidad. Además vistiendo traje verde, el color relacionado con la esperanza y la fertilidad en el cristianismo, pues en el cuadro se halla un rosario. 

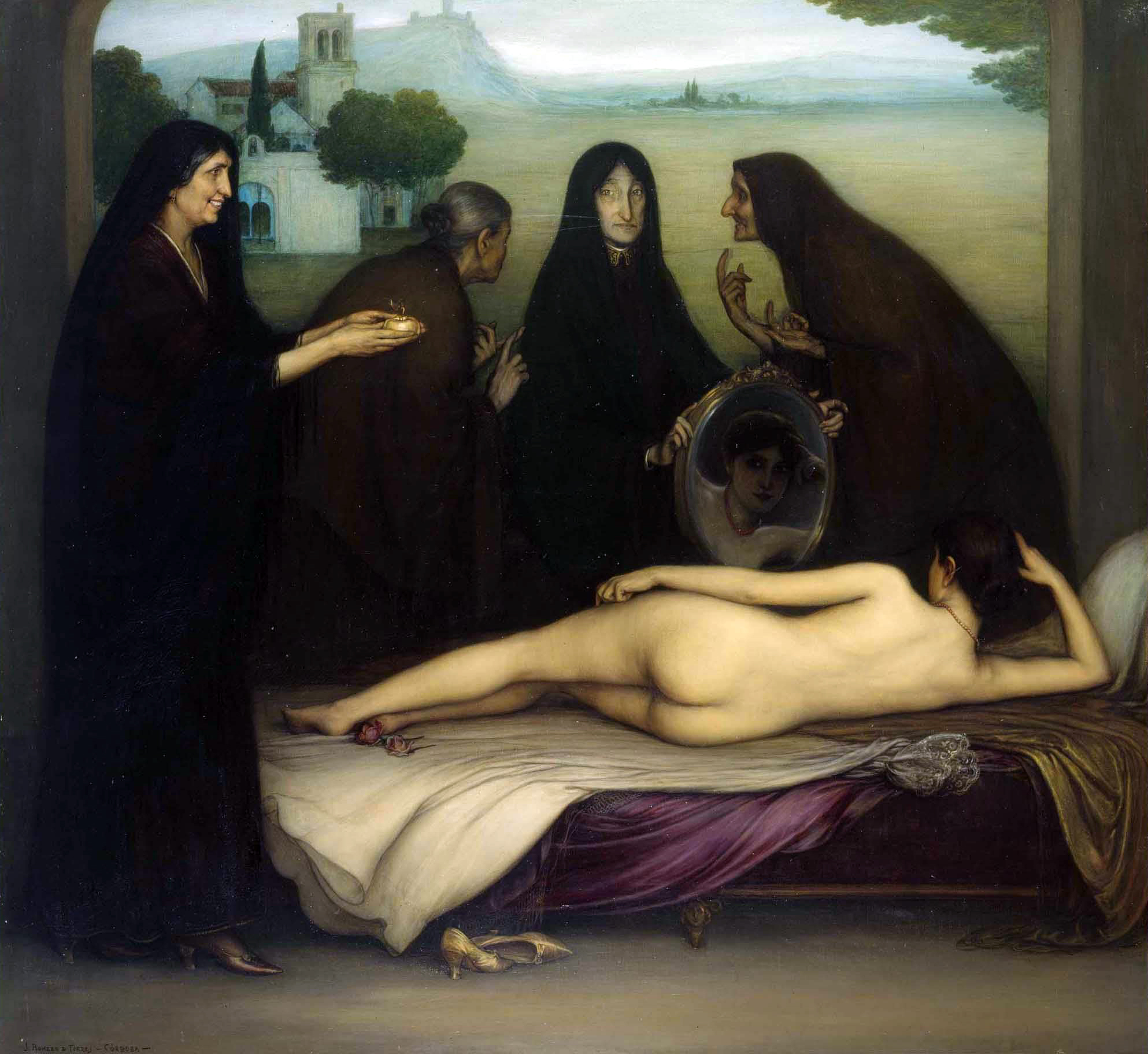
El pecado (Julio Romero de Torres)

#### Interior de harén en Montmartre (Parisinas vestidas como argelinas)
Pierre-Auguste Renoir, nos retrata otra imagen totalmente distinta sobre el sexo, ahora es un harén de mujeres en el cual destaca la figura central, una mujer rubia siendo preparada para un posterior encuentro sexual. El cuadro representaría la llegada inminente de un cliente masculino a un burdel parisino.

#### El pecado (Julio Romero de Torres)
Esta obra con una mujer desnuda en primera plana y cuatro alrededor vistiendo riguroso luto, representa el pecado capital de la lujuria. Aunque no lo representa explicitamente, podríamos imaginar que el pecado es haber tenido relaciones sexuales, pues nos muestra una mujer desvestida sobre una cama. 

## Sexo en la música

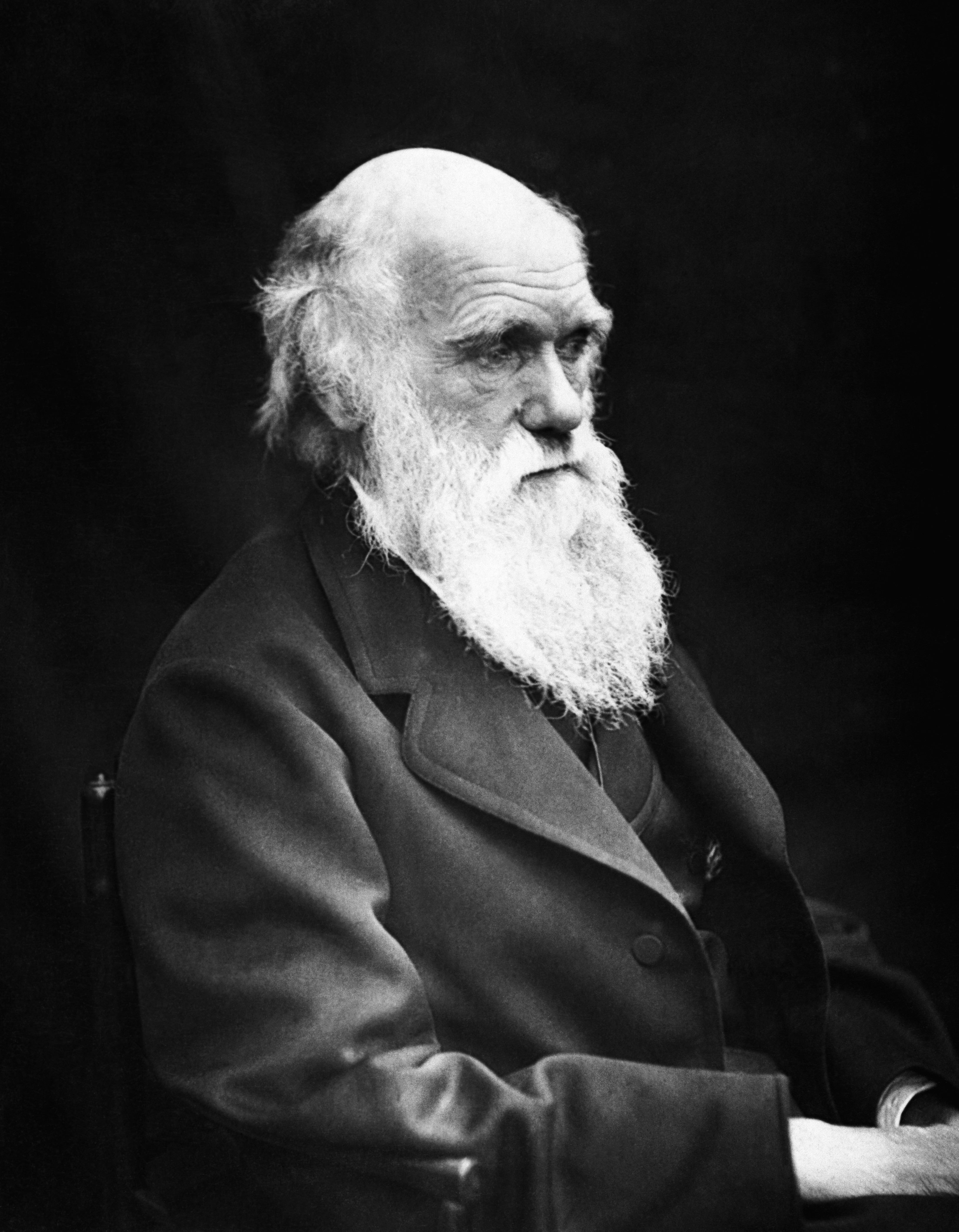
Charles Darwin

La relación entre el sexo y la música está presente en cada obra, puede apreciarse no sólo en las piezas que hablan explícita o implícitamente del sexo en su lírica, sino también inconscientemente en cualquier otra obra creada por un humano. Esta idea fue analizada por primera vez por el científico naturalista, Charles Darwin, en su obra El origen del hombre; donde Darwin afirma que el simple hecho de producir música, es una manera del ser humano para cortejar a su pareja y eventualmente llegar al apareamiento. “Las notas musicales y el ritmo fueron adquiridos al principio por los ancestros masculinos y femeninos de la humanidad con el propósito de cautivar al sexo opuesto. El pavo real macho podría estar diciendo ‘Soy tan musculoso que puedo sobrevivir incluso aunque esté cargado con esta cosa absurda’. De igual modo, un músico capaz de crear música compleja y hermosa podría estar mostrando su conocimiento, destreza y fortaleza superiores” escribe Darwin en dicho libro.
Científicamente se sabe que “la sexualidad humana se expresa a través de la visión subjetiva, donde se ubica el placer de oír. La visión subjetiva determina las pautas de acción y formas de pensamiento. Actualmente, también se llevan a cabo diversos estudios patrocinados por Spotify que pretenden informar el rol de la música durante una relación sexual.

## Sexo en la escultura
El sexo ha estado relacionado con la escultura desde que este se empezó a practicar ya que este es una de las inspiraciones que se tomaban, al igual que lo hacían con el cuerpo humano, ya fuera que esto tuviera fines artísticos o también que tomarán parte de sus creencias.

### Cultura Azteca

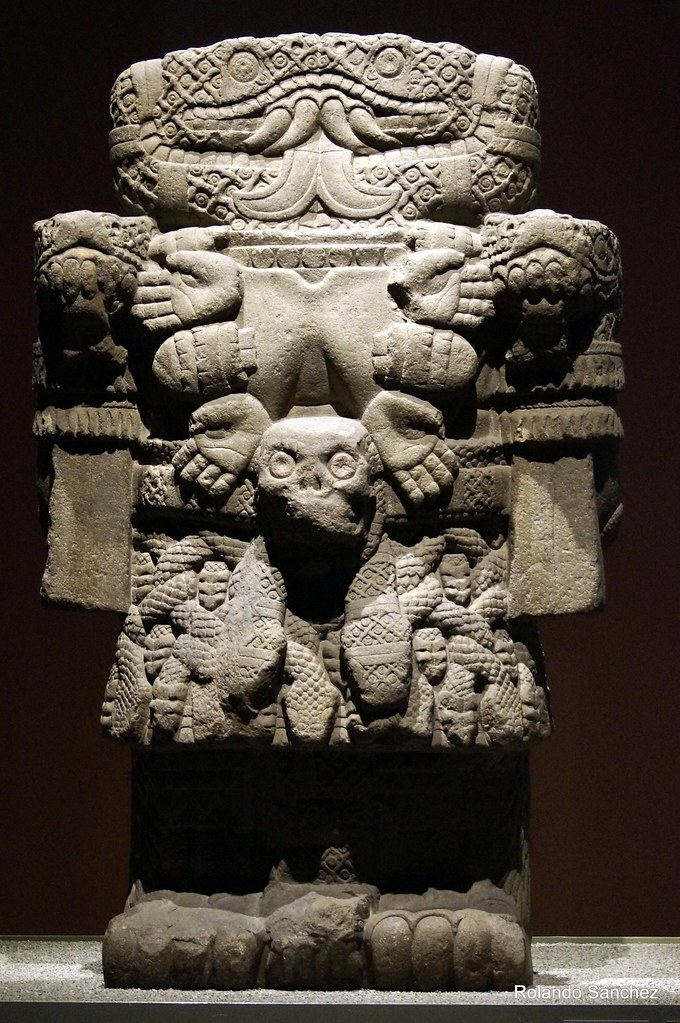
Cuatlicue, diosa de la fertilidad

En las esculturas aztecas la figura femenina estaba muy presente y era usada para representar diferentes cosas, las figuras que eran más comunes eran figuras con formas de divinidades, normalmente estas eran dedicadas a la divinidad de la fertilidad para que así la aldea fuera fértil, también se buscaba representar a mujeres en su vertiente productiva por así decir, siendo el papel de las mujeres traer hijos al mundo, los cuales era esencial para la aldea ya que esto significaba mano de obra para diferentes actividades, nutrieran a la milicia y sirvieran a los dioses, otra de las cosas que se representaba en la escultura azteca eran las mujeres marginadas que eran segregadas, estamos hablando de las mujeres que eran marginadas en función con sus prácticas sexuales, prostituta.

### Cultura India

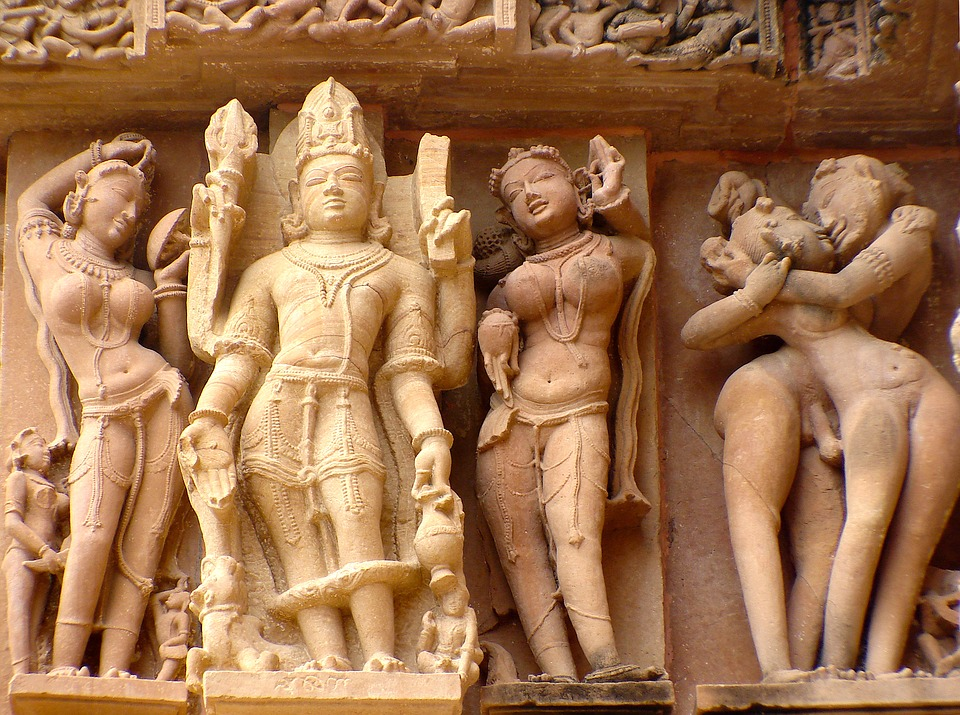
Esculturas en el templo khajurahoin

También en la cultura india el sexo en la escultura era muy recurrente, ya que el hinduismo tradicionalmente consideraba al sexo como parte esencial de la vida, donde las normas sexuales eran muy liberales antes del siglo XIII, cuando el sexo se enseñaba en la educación oficial y se escribió el kamasutra, siendo este el primer tratado sexual en el mundo que fue escrito entre los siglos IV ac y el siglo II.  
India cuenta con templos dedicados al sexo, los cuales están completamente tallados con esculturas que giran en torno al sexo y el erotismo, como lo sería el templo de khajurahoin, que a primer vista aparenta ser un templo normal pero al entrar en él se aprecian esculturas eróticas representando tríos, orgías y muchas cosas más.

### Modernidad

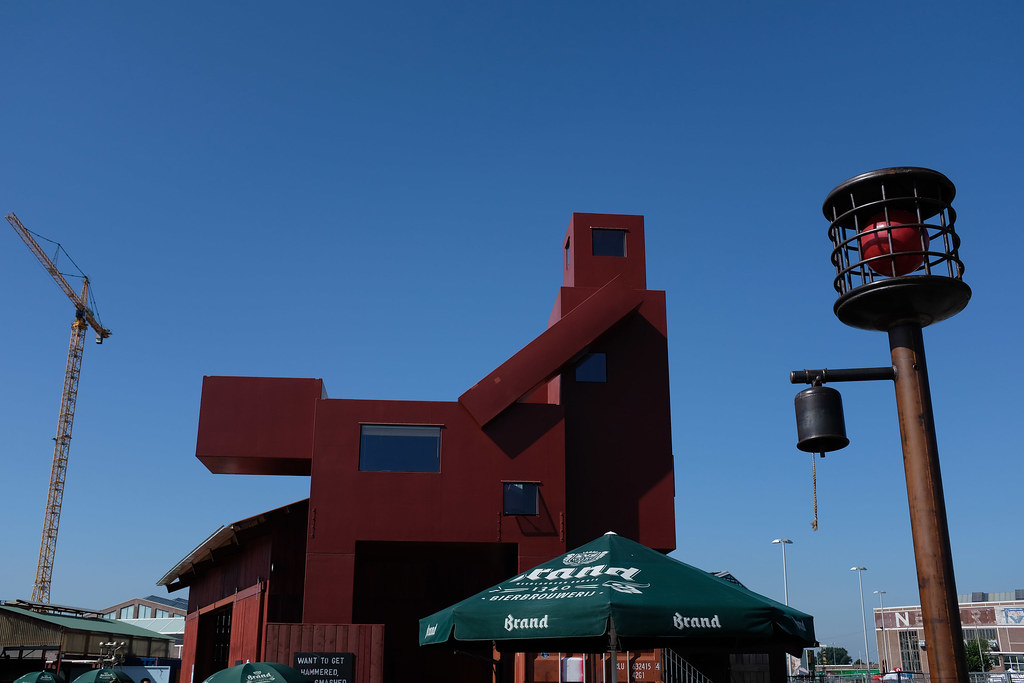
Domestikator de Joep van Lieshout

Al igual que en la antigüedad, el sexo sigue siendo usado en el arte moderno y en las esculturas, tal como lo es el caso del el Domestikator, una escultura considerada sexualmente explícita, hecha por el artista holandés Joep van Lieshout, esta escultura hecha de acero, madre y fibra de vidrio y con una altura de 12 metros busca representar la domesticación de los animales por parte de los humanos para la agricultura y la industria, esta escultura fue expuesta durante 3 años Bochum, Alemania antes de ser trasladada a París para ser expuesta ahí donde sería expuesta en el Museo de Louvre pero este decidió no exponer la obra ya que se considera no apropiada y demasiado arriesgada, por lo cual terminó siendo exhibida en el museo Pompidou, también localizado en París.

## Sexo en la poesía
La poesía erótica ha existido durante muchos siglos. Octavio Paz, poeta mexicano, comenta lo siguiente en su texto, la llama doble. Amor y erotismo.
La relación entre erotismo y poesía es tal que puede decirse, sin afectación, que el primero es una poética corporal y que la segunda es una erótica verbal.
Aunque lleve existiendo por mucho tiempo y hay varios poetas de renombre que adoptaron esta rama de la poesía, como por ejemplo: Nicolás Fernández de Moratín, Juan Pablo Forner, Félix María de Samaniego, Iglesias de la Casa o Tomás de Iriarte, esta rama de la poesía se consideraba una mancha y no era bien vista.

#### Ejemplo
A continuación un ejemplo de Félix María Samaniego, "El país de afloja y aprieta":
Esta es la capital de Siempre-meta,
País de afloja y aprieta,
Donde de balde goza y se mantiene
Todo el que a sus costumbres se conviene.
-¡He aquí mi tierra!, dijo el viandante
Luego que esto leyó, y en el instante
Buscó y halló la puerta
De par en par abierta.
Por ella se coló precipitado
Y viose rodeado,
No de salvajes fieros,
Sino de muchos jóvenes en cueros,
con los aquéllos tiesos y fornidos,
Armados de unos chuzos bien lucidos,
Los cuales le agarraron
Y a su gobernador le presentaron.
Estaba el tal con un semblante adusto,
como ellos, en pelota; era robusto
Y en la erección continua que mostraba
A todos los demás sobrepujaba.
Luego que en su presencia
Estuvo el viajero,
Mandó le desnudasen, lo primero,
Y que con diligencia
Le mirasen las partes genitales,
que hallaron de tamaño garrafales
La verga estaba tiesa y consistente,
pues como había visto tanta gente
con el vigor que da Naturaleza,
También el pobre enarboló su piez.